# G Sony
Gonzalo Rodríguez (Pontevedra, 8 de marzo de 1993), más conocido por su nombre artístico G Sony, es un cantante y rapero argentino, reconocido por haber sido el ganador de la Red Bull Batalla de los Gallos en su versión argentina en 2014 y por su carrera musical como solista.

## Biografía
Gonzalo Rodríguez nació en Pontevedra, ciudad ubicada al oeste del Gran Buenos Aires.
Su padre falleció cuando él tenía 14 años.

## Carrera

### Batallas defreestyle
En 2011 participó en el ACDP, un evento de freestyle organizado por el sello independiente Sudamétrica, en el que logró avanzar hasta la final perdiendo ante Kodigo.
En 2012 participó en el evento Red Bull Batalla de Gallos en su versión nacional para la Argentina, en el que logró avanzar hasta las semifinales, donde fue vencido por Coqee. También en 2012 debutó en la televisión argentina, apareciendo como concursante en el programa La Voz. En 2014 regresó al certamen, en este caso coronándose como campeón argentino al derrotar en la final a Papo. Este hecho le permitió representar a su país en la Batalla de los Gallos Internacional, celebrada en España, en la que logró avanzar hasta instancias semifinales.
En 2015 participó como jurado en la Red Bull Batalla de los Gallos Internacional y participó en algunas competiciones como el God Level 2015, entre otras. Un año después se coronó campeón en el evento de freestyle Vans, participó en una nueva edición del God Level y nuevamente llegó hasta la final de la Batalla de los Gallos nacional tras vencer a oponentes como Dozer y Wolf.
En 2017 participó en el evento Supremacía MC, avanzando hasta la final de la competencia. Otros eventos en los que concursó ese año fueron el Ego Fest, Double AA y Quinto Escalón, coronándose campeón de este último al vencer en la final a Dani. Obteniendo una nueva clasificación a la Batalla de los Gallos nacional, avanzó hasta los cuartos de final, en los que se enfrentó a Ecko. Un año después participó en eventos similares y decidió abandonar las batallas para iniciar su carrera como cantante solista, adoptando el nombre artístico El Gordo Sony AKA Sony Beat.

### Carrera como solista
Durante su carrera ascendente como referente del freestyle argentino, Rodríguez publicó varios sencillos como El Gordo S en los que incorporó géneros como el hip hop clásico, el R&B y el trap. Sencillos como «Cero cartel» y «Mi guía» tuvieron repercusión en la escena local. En 2017 publicó su primer larga duración acompañado de Tata, titulado Decisiones mediante la discográfica Tr4p Music.
En 2019 publicó su primer sencillo como G Sony, titulado «Lágrimas». El vídeoclip de la canción logró repercusión en la plataforma YouTube, alcanzado más de seis millones de visualizaciones. El mismo año publicó su segundo sencillo, titulado «Punto final», y apareció en el largometraje Panash del cineasta alemán Christoph Behl sobre la escena del rap y el freestyle en Argentina. Inició la década de 2020 con la publicación de dos nuevos sencillos, «Despecho» y «La última vez», además de realizar presentaciones en eventos como Actitud Freestyle, Viví la Costa Tour, la Fiesta de Olavarría y la Fiesta de los Jardines en Villa la Angostura, entre otros. También en 2020 firmó un contrato discográfico con la distribuidora argentina MOJO, con la que publicó el 8 de mayo un nuevo sencillo, titulado «No vale nada».
Durante su carrera como referente del freestyle argentino, publicó varios sencillos en los que incorporó géneros como el hip hop clásico, el R&B y el trap, como “Cero cartel” y “Mi guía”.
Inició el 2020 con la publicación de dos nuevos sencillos, “Despecho” y “La última vez”, además de realizar presentaciones en eventos como Actitud Freestyle, Viví la Costa Tour, la Fiesta de Olavarría y la Fiesta de los Jardines en
Villa la Angostura, entre otros. También grabó en tres sesiones de freestyle llamadas Cyfresh que cuenta de tres volúmenes y que fueron producidos por varios productores referentes del género urbano y en donde contó con la colaboración de Klan.
En 2021 surgieron colaboraciones con grandes artistas como con Fer Palacios en “Reggaetón Sessión 2”, con Estani en “Azúcar”, con Diel Paris en “Natural”, con Stuart en “Transición” y Lautaro López, entre otros, sumado a lanzamientos propios.
En 2022 y 2023 no paró de lanzar música sumando más colaboraciones como con Lautaro Lopez en “Inestable”; Fede Vigevani en “Luz”; Lula Miranda en “Vuelve”; Yael en “Mensaje Archivao”, Thyago en “Me extrañas”, entre otros y
Sus últimos lanzamientos propios entre los que se destacan: “WOW”; “BLOKEAO”; “MIRANOS” y “UN POCO Y UN POCO” de cara a una nueva etapa del artista.

## Discografía

### Álbumes de estudio
| Año  | Título     | Discográfica | Notas    |
| ---- | ---------- | ------------ | -------- |
| 2017 | Decisiones | Tr4p Music   | Con Tata |

### Sencillos y EP
| Año  | Título                     | Discográfica | Notas                             |
| ---- | -------------------------- | ------------ | --------------------------------- |
| 2014 | «Mi guía»                  | Tr4p Music   | Como el Gordo Sony, aka Sony Beat |
| 2016 | «24 siempre»               | Tr4p Music   | Como el Gordo Sony, aka Sony Beat |
| 2016 | «Canción a un fan enojado» | Tr4p Music   | Como el Gordo Sony, aka Sony Beat |
| 2017 | «Estamos acá»              | Tr4p Music   | Como el Gordo Sony, aka Sony Beat |
| 2017 | «No envidies»              | Tr4p Music   | Como el Gordo Sony, aka Sony Beat |
| 2017 | «El camino»                | Tr4p Music   | Como el Gordo Sony, aka Sony Beat |
| 2017 | «Desconfianza»             | Tr4p Music   | Como el Gordo Sony, aka Sony Beat |
| 2017 | «Todo de mí»               | Tr4p Music   | Como el Gordo Sony, aka Sony Beat |
| 2018 | «Cero cartel»              | Tr4p Music   | Como el Gordo Sony, aka Sony Beat |
| 2018 | «Que sigan»                | Tr4p Music   | Como el Gordo Sony, aka Sony Beat |
| 2018 | «Si te equivocas»          | Tr4p Music   | Como el Gordo Sony, aka Sony Beat |
| 2019 | «Lágrimas»                 | OCTO Sound   | Como G Sony                       |
| 2019 | «Punto final»              | OCTO Sound   | Como G Sony                       |
| 2020 | «Despecho»                 | OCTO Sound   | Como G Sony                       |
| 2020 | «La última vez»            | OCTO Sound   | Como G Sony                       |
| 2020 | «No vale nada»             | MOJO         | Como G Sony                       |
| 2020 | «Rompiendo El Silencio»    | MOJO         | Como G Sony                       |
| 2020 | «A La Mitad»               | MOJO         | Como G Sony                       |
| 2020 | «TKF Sessions»             | MOJO         | Como G Sony                       |
| 2020 | «Amor Eres Tú»             | MOJO         | Como G Sony                       |
| 2020 | «Cyfresh. Vol. 1»          | MOJO         | Como G Sony                       |
| 2020 | «Cyfresh. Vol. 2»          | MOJO         | Como G Sony                       |
| 2020 | «Cyfresh. Vol. 3»          | MOJO         | Como G Sony                       |
| 2020 | «Trash»                    | MOJO         | Como G Sony                       |
| 2020 | «Stronger»                 | MOJO         | Como G Sony                       |
| 2020 | «TKF Sessions» Vol. 2      | MOJO         | Como G Sony                       |
| 2020 | «Reggaeton Sessions #2»    | MOJO         | Como G Sony                       |

## Filmografía
- Panash (2021)